# Coupe d'Angleterre de football 1962-1963
Navigation
Coupe d'Angleterre 1961-1962 Coupe d'Angleterre 1963-1964
La Coupe d'Angleterre de football 1962-1963 est la 82e édition de la Coupe d'Angleterre de football. 
Manchester United remporte sa troisième Coupe d'Angleterre de football au détriment de Leicester City sur le score de 3-1, au bout d'une finale jouée dans l'enceinte du stade de Wembley à Londres.

## Quarts de finale
| #      | Équipe 1          | Résultat | Équipe 2          | Date         |
| ------ | ----------------- | -------- | ----------------- | ------------ |
| 1      | Liverpool FC      | 1–0      | West Ham United   | 30 mars 1963 |
| 2      | Nottingham Forest | 1–1      | Southampton FC    | 30 mars 1963 |
| 3      | Coventry City     | 1–3      | Manchester United | 30 mars 1963 |
| 4      | Norwich City      | 0–2      | Leicester City    | 30 mars 1963 |
| Replay | Southampton FC    | 3–3      | Nottingham Forest | 3 avril 1963 |
| Replay | Nottingham Forest | 0–5      | Southampton FC    | 8 avril 1963 |

## Demi-finales
| 27 avril 1963 | Leicester City | 1–0 | Liverpool FC | Hillsborough, Sheffield |
| 15:00         |                |     |              |                         |

| 27 avril 1963 | Manchester United | 1–0 | Southampton FC | Villa Park, Birmingham |
| 15:00         |                   |     |                |                        |

## Finale
| 25 mai 1963 | Manchester United | 3 – 1 | Leicester City | Stade de Wembley, Londres |
|             |                   |       |                | Spectateurs : 99 604      |
|             | Rapport           |       |                |                           |

- Manchester United remporte sa troisième Coupe d'Angleterre et son premier titre depuis l'accident aérien de Munich en 1958[1].